# Gabriella Gustafson
Gabriella Charlotte Gustafson, född 7 juni 1974 i Gällivare, är en svensk formgivare.
Gabriella Gustafson gick linjen för inredningsarkitektur och möbeldesign på Konstfack i Stockholm och studerade vid Kunstakademiets Arkitektskole i Köpenhamn. Tillsammans med Mattias Ståhlbom och Daniel Franzén grundade hon 2002 TAF Arkitekter i Stockholm.
Gustafson och Ståhlbom fick Bruno Mathsson-priset 2017. Deras soffa Bleck från Gärsnäs AB utsågs samma år till Årets möbel av tidskriften Sköna hem.